# ZIS Stiftung für Studienreisen
Die zis Stiftung für Studienreisen ist eine gemeinnützige Stiftung bürgerlichen Rechts mit Sitz in Salem (Bodenseekreis, Baden-Württemberg). Sie bietet Jugendlichen zwischen 16 und 20 Jahren ein Stipendienprogramm an, das stark durch Ansätze aus der Erlebnispädagogik geprägt ist. Die Stiftung selbst schreibt sich in ihren Publikationen und in ihrem Logo „zis“ (in Kleinbuchstaben).
Im Zentrum steht ein Stipendium von derzeit 700 Euro (Stand: 2022). Die Bedingungen für eine Förderung sind:
- Nur mit diesem knappen Budget,
- grundsätzlich allein
- und mit einem selbst gewählten Studienthema
- reisen die Stipendiaten ins Ausland
- und legen einer Jury drei Monate nach der Rückkehr einen Studienbericht, ein Tagebuch und die Abrechnung über die Stipendiensumme vor.[2]

Die Arbeiten werden von einer Jury aus ehrenamtlichen Mitarbeitern bewertet. Besonders herausragende Projekte werden mit Buch- oder Geldpreisen ausgezeichnet. Überdies kann zis erfolgreiche Stipendiaten für ein Auswahlseminar der Studienstiftung des deutschen Volkes vorschlagen. Bewerben können sich Jugendliche beiderlei Geschlechts aus allen Ländern, Schulnoten und Bildungsgang spielen dabei keine Rolle. Die Stiftung hat ihren Sitz in den Räumen der Schule Schloss Salem, mit der sie zahlreiche pädagogische Grundüberzeugungen teilt.

## Geschichte
Die Idee der zis-Stipendien stammt aus Frankreich. Der Architekt und spätere Industrielle Jean Walter (1883–1957) unternahm als Jugendlicher allein eine Reise mit dem Fahrrad nach Istanbul, die er später als prägend für seine persönliche Entwicklung und seinen beruflichen Erfolg wahrnahm. Nachdem er zu Vermögen gekommen ist, bot er ab 1939 auf privater Basis Stipendien für charakterbildende Abenteuerreisen an. Nach dem Zweiten Weltkrieg richtete er in Frankreich die nach einer Lagerstätte in Nordafrika benannte Fondation Zellidja ein, die anderen Jugendlichen ähnliche Erfahrungen ermöglichen sollte. 1956 wurde das Konzept von der damaligen Salemer Lehrerin Marina Ewald nach Deutschland übertragen. Wichtiges Ziel der Anfangsjahre war neben der allgemeinen Förderung der Völkerverständigung insbesondere die Aussöhnung zwischen den beiden Kriegsfeinden Deutschland und Frankreich.
Das Stipendienprogramm wurde zunächst getragen von der Conference of Internationally-minded Schools (CIS), einem globalen Zusammenschluss von Schulen, die sich der Reformpädagogik verschrieben hatten. Daraus erwuchs der Name „CIS-Stipendien“. Nachdem vorübergehend die damalige Deutsche Gesellschaft für Europäische Erziehung als ideelle Trägerin des Stipendienprogramms fungierte und der Name CIS aus warenzeichenrechtlichen Gründen aufgegeben werden musste, wurde 1976 ein Trägerverein gegründet, zunächst unter dem Namen „ZIS – Zusammenarbeit Internationale Studienreisenstipendien“, später „Europäische Organisation für Reisestudienstipendien ZIS e. V.“. Liane Wuttig (1916–2007) übernahm 1977 den Vorsitz, den sie dann über Jahrzehnte innehatte. Generalsekretärin wurde die in Salem tätige Hanne Bauer (1918–2000).
2002 wurde der Trägerverein aufgelöst und in personeller Kontinuität bei den Ehrenamtlichen die gemeinnützige zis Stiftung für Studienreisen gegründet. Die Stiftungsurkunde übergab der damalige Regierungspräsident des Regierungsbezirks Tübingen, Hubert Wicker, auf dem Campus der Schule Schloss Salem in Überlingen-Härlen dem letzten Vorsitzenden des ZIS-Vereins, Klaus Pfaff (1935–2008), sowie dem Gründungsvorsitzenden des neu formierten Stiftungsrats, Eberhard Leitz, und dem Vorsitzenden des neuen Stiftungsvorstands, Bernhard Bueb. Das Gründungskapital der Stiftung betrug 150.000 D-Mark und soll nach dem Willen der Stiftungsgründer das Stipendienprogramm nachhaltig finanzieren.

## Gegenwart
Die Stiftung verfügt im Jahr 2021 über ein Kapital von rund 390.000 Euro. Hinzu kommt die im Mai 2008 auf private Initiative zweier Stifter ins Leben gerufene Friedrich-Karl-Klausing-Stiftung. Sie ist eine unselbstständige Unterstiftung. Namensgeber ist Friedrich Karl Klausing (1920–1944), der dem Kreis der Widerstandskämpfer des 20. Juli 1944 zugerechnet wird. Zur Gründung der Unterstiftung am 10. Mai 2008 in Salem bezeichnete Bernd Rüthers, der ehemalige Rektor der Universität Konstanz, den in Berlin-Plötzensee hingerichteten Klausing als einen der jüngsten und unbekanntesten Verschwörer des Hitler-Attentats. Die Friedrich-Karl-Klausing-Stiftung soll die zis-Stiftung nicht auf ein bestimmtes Geschichtsbild festlegen. Die Jugendlichen sollen zum Nachdenken über die Bedeutung freier Gewissensentscheidungen angeregt werden.
In den Jahren 2005 bis 2021 vergab die zis Stiftung für Studienreisen regelmäßig rund 30–60 Stipendien pro Jahr. Der Auswahlprozess ist bei der Jury angesiedelt, die auch über die abgegebenen Arbeiten befindet. Damit wird die inhaltliche Arbeit der Stiftung ehrenamtlich getragen.
Im März 2022 hat Rüdiger von Fritsch die Nachfolge von Bernhard Bueb als Vorstandsvorsitzender angetreten.

## Finanzierung
Die Stipendien werden aus drei Quellen finanziert: Durch Erträge aus dem Stiftungskapital, regelmäßige Zuwendungen des Freundeskreises sowie Einzelspenden. Die Stiftung gibt ihren Jahresumsatz mit rund 90.000 Euro an.
Die jüngste Erhöhung der Fördersumme auf 700 Euro wurde vom Stiftungsvorstand als dem geschäftsführenden Gremium im Jahr 2020 vorgenommen. Die Stipendienhöhe entwickelte sich historisch in etwa analog zu den Verbraucherpreisen in Deutschland. Eine differenzierte Förderung je nach Reiseland lehnten die Gremien der Stiftung bisher ab, weil allen Jugendlichen das gleiche Angebot gemacht werden soll und sie sich selbst entscheiden sollen, was sie sich mit dem einheitlichen Budget zutrauen wollen.

## Pädagogik
Das Konzept der Stiftung lehnt sich an die Erlebnispädagogik an. Durch die Konfrontation mit dem Fremden und das Zurückgeworfensein auf sich selbst sollen die Jugendlichen neue Erfahrungen machen und einen Reifungsprozess erleben. Dazu erklärte anlässlich eines Besuchs in Salem der damalige Bundespräsident Johannes Rau: „Dieses bemerkenswerte Stipendienprogramm ist eine großartige Möglichkeit, sich selber in der Begegnung mit der Fremde und dem Fremden zu erproben.“
Aus ähnlichen Angeboten sticht die zis-Stiftung insofern heraus, als sie die geförderten Jugendlichen zum Alleinreisen zwingt. Dies wird auch damit begründet, dass die Stipendiaten dadurch in höherem Maße gezwungen sind, sich auf die Menschen ihres Gastlandes einzulassen. Das bewusste Erleben von Distanz soll auch dadurch sichergestellt werden, dass Reisen mit dem Flugzeug nicht unterstützt werden. Insbesondere soll auch das Recherchethema als Brücke zwischen Stipendiaten und den Menschen vor Ort dienen. Das Budget wird aus ähnlichen Gründen bewusst knapp gehalten. Dies soll sicherstellen, dass die Jugendlichen nicht in eine touristische Rolle verfallen. Schließlich werden von den Bewerbern in der Regel Kenntnisse in der Landessprache des Gastlandes oder einer Verständigungssprache erwartet.
Die Jugendlichen werden vor und nach ihrer Reise von erfahrenen Ehrenamtlichen betreut. So bereiten sie unter Anleitung ihre Reise eigenverantwortlich vor, suchen sich Gesprächspartner für ihr Thema und Unterkünfte vor Ort. Auch der Austausch der Stipendiaten untereinander wird gefördert. Die Zusage des Stipendiums erfolgt grundsätzlich erst, wenn der Betreuer oder die Betreuerin das Thema für umsetzbar und den Reiseplan für sicher halten.
Alle Stipendiaten erhalten nach Abschluss ihrer Reise durch ihren Betreuer eine umfangreiche persönliche Beurteilung, die Stärken und Schwächen des Reiseprojekts beleuchtet.

## Stiftungsorgane
Die Stiftung hat eine Satzung aus dem Jahr 2002, die die Stiftungsorgane und ihre Zuständigkeiten beschreibt. Danach führt der Stiftungsrat die Aufsicht über die Arbeit der Stiftung insgesamt, neue Mitglieder werden von den Stiftungsräten selbst berufen. Der Stiftungsrat bestimmt in Abstimmung mit dem Plenum der ehrenamtlich Tätigen für jeweils drei Jahre auch den Vorstand, der die laufenden Geschäfte führt und verantwortet. Es ist in der Satzung verankert, dass mindestens drei ehemalige Stipendiaten im Vorstand vertreten sein müssen. Alle ehrenamtlichen Mitarbeiter bilden das Kuratorium der Stiftung, das auf der Arbeitsebene zugleich die Jury für die Auswahl der Bewerber und die Bewertung ihrer eingereichten Arbeiten ist.

## Reisethemen und -länder
Die Stiftung ermöglicht grundsätzlich Reisen in alle Länder. Jugendliche mit Lebensmittelpunkt und Herkunft außerhalb der Bundesrepublik können auch nach Deutschland reisen. Bei der Genehmigung von Projekten werden mit Blick auf die Sicherheit die Reisewarnungen und -hinweise des Auswärtigen Amts berücksichtigt. Es liegt im Grundverständnis von zis, dass der Erfolg einer Reise nicht von der Anzahl der zurückgelegten Kilometer oder vom besonders exotischen Charakter des Themas abhängt. Falls die Finanzierung sichergestellt ist, kann eine Reise auch länger als die geforderte Mindestdauer von vier Wochen umfassen.
Die Wahl der Reiseländer und -themen spiegelt dabei auch die über die Jahrzehnte vielen Veränderungen unterworfenen Interessensgebiete von Jugendlichen wider. So hat die systematische Erforschung der gewählten Themen gezeigt, dass es seit 1956 immer wieder Schwerpunkte bei bestimmten Fragestellungen – etwa zum Umwelt- und Naturschutz, zur gesellschaftlichen Stellung der Frau oder zum Themenfeld Migration und Integration – gegeben hat. Als immer wieder aufgegriffene Frage erweisen sich Untersuchungen zur Rolle von Minderheitensprachen. Überhaupt machen eher ethnographisch geprägte Studien den Hauptteil des über 1500 Reiseprojekte umfassenden Archivs aus.
In den ersten 50 Jahren wurden 1438 Reisen unternommen. 284 davon führten nach Frankreich, 243 nach Großbritannien, 109 nach Irland. Nach dem Ende der Franco-Diktatur und vor allem mit dem Wandel des Sprachenkanons an deutschen Schulen rückte besonders Spanien ins Blickfeld. Sehr häufig wurden bisher auch Italien und Griechenland bereist. Mit dem Fall des Eisernen Vorhangs rückten auch die Länder des ehemaligen Ostblocks ins Interesse der Stipendiaten. Unter den skandinavischen Ländern wurde Schweden bisher am häufigsten besucht. Vergleichsweise wenige Reisen führten ins deutschsprachige Ausland. Wegen des knappen Budgets und dem Verbot von Flugreisen sind Reisen in außereuropäische Länder eher selten, mit Ausnahme des zeitweise viel besuchten afrikanisch-arabischen Mittelmeerraums und Israels.